# Eugonatonotus chacei
Eugonatonotus chacei is een garnalensoort uit de familie van de Eugonatonotidae. De wetenschappelijke naam van de soort is voor het eerst geldig gepubliceerd in 1991 door Chan & Yu.